# 謝邦信
謝邦信（？年—？年），字諭卿，廣東廣州府东莞县人。明朝進士、官员。

## 生平
正德十四年（1519年）己卯科廣東鄉試舉人，嘉靖五年（1526年）丙戌科第三甲第三十四名進士，授江西上高县知县，迁南京大理寺评事，谪郴州判官，转江西赣州府通判、福建建宁府同知。著有《石涌集》、《谢氏箧中集》。